# Claudia Koonz
Claudia Ann Koonz é uma historiadora americana sobre a Alemanha Nazista. A crítica de Koonz ao papel das mulheres durante a era nazista, de uma perspectiva feminista, tornou-se um assunto de muitos debates e pesquisas em si. Ela recebeu o PEN New England Award e foi finalista do National Book Award. Koonz apareceu nos podcasts Holocaust, apresentados pela University of California Television, e Real Dictators, apresentado por Paul McGann. Nos meses anteriores à eleição presidencial dos Estados Unidos em 2020, Koonz escreveu sobre os riscos da autocracia nos Estados Unidos para a History News Network e o Public Seminar da New School.

## Educação
Koonz recebeu um BA em 1962 da Universidade de Wisconsin, Madison, que incluiu dois semestres estudando na Universidade de Munique. Depois de um ano viajando por terra pela Ásia, ela estudou na Columbia University, onde obteve um mestrado em 1964, antes de obter um doutorado na Rutgers University em 1969.

## Bolsa de estudos
Claudia Koonz é professora emérita da Peabody Family no Departamento de História da Duke University. Antes de ingressar na Duke em 1988, ela lecionou no College of the Holy Cross em Worcester, Massachusetts, e na Long Island University, Southampton de 1969 a 1971.
Juntamente com Renate Bridenthal, ela editou a primeira antologia da história das mulheres europeias, Becoming Visible. Posteriormente, ela publicou dois livros, Mothers in the Fatherland: Women, the Family and Nazi Politics e The Nazi Conscience, que analisam as fontes de apoio dos alemães comuns ao Partido Nazista durante a República de Weimar e a Alemanha Nazista. A Consciência Nazista foi traduzida para o espanhol, japonês e russo. Seu livro atual sobre estereótipos na mídia francesa (a ser publicado pela Duke University Press) é Between Foreign and French: Prominent French Women from Muslim Backgrounds in the Media Spotlight, 1989-2020.

### Mothers in the Fatherland
Koonz é mais conhecida por documentar o apelo do nazismo para as mulheres alemãs e entender seu entusiasmo pelos nazistas. Koonz estabeleceu que os líderes de grupos feministas, cívicos e religiosos alemães concordaram com a nazificação (Gleichschaltung) que coagiu os alemães a seguir a política nazista. As mulheres nos movimentos marxistas juntaram-se aos homens na operação de redes clandestinas de oposição. Koonz observou que as mulheres que apoiavam os nazistas aceitavam a divisão nazista dos sexos em uma esfera pública para os homens e uma esfera privada para as mulheres. Um crítico do New York Times escreveu que Mothers in the Fatherland (Mães na Pátria) explorou o “paradoxo de que as próprias mulheres que eram tão protetoras com seus filhos, tão calorosas, carinhosas e generosas com suas famílias, podiam ao mesmo tempo, demonstrar uma crueldade extraordinária”. Koonz afirmou que as mulheres envolvidas em atividades de resistência eram mais propensas a passar despercebidas devido aos valores "masculinos" do Terceiro Reich. Uma mãe, por exemplo, poderia contrabandear folhetos ilegais por um posto de controle em um carrinho de bebê sem levantar suspeitas.
Koonz também é conhecida por sua afirmação de que dois tipos de mulheres se afirmaram no Terceiro Reich: aquelas, como Gertrud Scholtz-Klink, que ganharam poder sobre as mulheres sob sua supervisão em troca de subserviência aos homens que exerciam poder sobre elas (a trade off autoritária) e as mulheres que violaram as normas da sociedade civilizada, como guardas de acampamento como Ilse Koch. Koonz inclui mulheres que se opunham 100% ao nazismo, bem como críticas de "questão única" (de, por exemplo, esterilização e eutanásia), mas não protegeram ou protestaram contra a deportação de judeus para campos de extermínio. As opiniões de Koonz muitas vezes foram confrontadas com as de Gisela Bock em uma batalha que alguns chamaram de Historikerinnenstreit (briga entre historiadores da mulher).
Mothers in the Fatherland integra pesquisa de arquivo em uma exploração da “natureza do compromisso feminista, cumplicidade no Holocausto e o significado do passado da Alemanha”. Os nazistas prometeram “emancipação da emancipação”, um apelo que ressoou entre os alemães, que temiam que a igualdade entre homens e mulheres significasse “desintegração social e familiar”. Mas Koonz destaca os paradoxos produzidos pela dependência do Terceiro Reich da participação das mulheres (como subordinadas, com certeza) na criação de filhos, assistência social, educação, vigilância, assistência médica e conformidade com a política racial. Um crítico do New York Times escreveu que Koonz escavou “profunda e perspicazmente em uma variedade de documentos, ... confisco, ostracismo, deportação e assassinato.
Catherine Stimpson chamou a mensagem contraditória de Mothers of the Fatherland de “dolorosa” porque:
“Se muitas sociedades privam as mulheres do poder sobre si mesmas, as mulheres ainda têm poder para exercer. As mulheres, embora outras para os homens, também têm seus outros. Nos Estados Unidos, as mulheres brancas possuíam escravos negros de ambos os sexos, e na Alemanha Nazista, como Claudia Koonz nos mostrou em seu livro comovente, Mothers in the Fatherland, as mulheres nazistas brutalizaram e mataram judeus de ambos os sexos. E os colonizadores dominavam os colonizados de ambos os sexos.

### A Consciência Nazista
A erudição convencional define o nazismo por seu antissemitismo, antimodernismo e antiliberalismo, conforme expresso em publicações como Der Stürmer, mas The Nazi Conscience (A Consciência Nazista) examina os valores “positivos” da comunidade e pureza étnica que atraíram os alemães comuns, incluindo milhões que nunca votaram nos nazistas antes da ascensão de Adolf Hitler.
Um crítico escreveu que o livro de Koonz nos desafia a “suspender temporariamente nossa compreensão do nazismo e tentar entender o movimento como os próprios nazistas o entendiam. Ao fazer isso, podemos entender melhor como as doutrinas racistas assassinas se infiltraram tão facilmente no tecido moral e psicológico do povo alemão”.
Um crítico da The Review of Politics chamou The Nazi Conscience de um “livro meticulosamente pesquisado e escrito de forma cativante”. Outro crítico chamou-o de um "tour de force" que documenta a formação de um consenso que evoluiu durante os anos "normais" do Terceiro Reich, 1933-1941. Essa foi uma época em que a política racial nacional-socialista congelou ou, de acordo com Koonz, “metástase” em três contextos: a persona pública de Hitler, think tanks acadêmicos e redes burocráticas.
Durante esses anos, a base nazista raivosamente antissemita foi controlada pelo próprio Hitler e pelos proponentes de um ataque “racional” contra os judeus. Embora os alemães comuns deplorassem a violência, as medidas antissemitas que pareciam “legais” mal eram notadas. Afinal, menos de um por cento de todos os alemães eram judeus e, em 1939, metade deles havia emigrado. Além disso, o governo de Hitler acabou com o desemprego, obteve vitórias diplomáticas e reviveu o orgulho nacional. A maioria dos cidadãos “aceitava uma nova moral específica do nazismo que estava imersa na linguagem da superioridade étnica, amor à pátria e valores comunitários”, de acordo com outra crítica do The Nazi Conscience.
Koonz alertou que a nostalgia da glória imaginada é uma força poderosa que pode levar cidadãos ofendidos ao nacionalismo étnico em outros lugares. “Ao examinar como o nacional-socialismo mobilizou contextos institucionais diversos, mas cotidianos, para criar uma 'comunidade de obrigação moral', ela nos convida a refletir sobre as maneiras pelas quais a sociedade contemporânea demoniza, ostraciza e exclui certas classes de pessoas." Corey Robin observou que Koonz “poderia ter citado Thomas Jefferson que, antecipando os nazistas em mais de um século, não via futuro para os negros libertos além da deportação ou extermínio”.

## Trabalho recente
Antes da eleição presidencial dos Estados Unidos em 2020, Koonz publicou artigos na History News Network e no Public Seminar da New School alertando sobre os riscos da autocracia nos Estados Unidos. Após a eleição de Joe Biden em 2020, o trabalho de Koonz analisou a presidência de Donald Trump através das lentes da história da Segunda Guerra Mundial, e analisou a retirada das tropas dos Estados Unidos do Afeganistão em 2021 através de lentes históricas.

## Prêmios e honrarias
- Finalista de não-ficção do National Book Award de 1987[3]
- Livro Notável do New York Times de 1987[31]
- Livro de destaque na história das mulheres na Berkshire Conference of Women Historians de 1987[32]
- PEN-Boston Globe Winship Book of the Year Award de 1987
- 100 melhores livros de 1990 do Libération (Paris)[11]
- Professor Visitante Raoul Wallenberg de 1990-1991 Raoul Wallenberg, Rutgers University, Rutgers Institute for History
- Bolsa do Centro Nacional de Humanidades de 1993-1994[33]
- American Council of Learned Societies Fellowship de 1993-1994[34]
- Fundação John Simon Guggenheim de 2005-2006[35]
- Academia Americana em Berlim Haniel Fellow de 2006[11]
- Prêmio de Ensino Distinto da Duke University de 2007[36]

## Obras
- Co-editado com Renate Bridenthal, Becoming Visible: Women in European History (Tornar-se visível: as mulheres na história europeia), 1977, edição revisada de 1987.
- Mothers in the Fatherland: Women, the Family, and Nazi Politics (Mães na pátria: mulheres, família e política nazista), 1986[37]
- The Nazi Conscience (A Consciência Nazista), Cambridge, Massachusetts: The Belknap Press da Harvard University Press, 2003, ISBN 978-0-674-01172-4.